# Hou Zhihui
Hou Zhihui (chiń. 侯志慧; pinyin Hóu Zhìhuì; ur. 18 marca 1997) – chińska sztangistka, mistrzyni olimpijska i mistrzyni świata.
W 2021 na letnich igrzyskach olimpijskich w Tokio zdobyła złoty medal w swej kategorii wagowej (wynik: 210 kg). Wyprzedziła tam Saikhom Mirabai Chanu z Indii oraz Indonezyjkę Windy Cantikę Aisah. Zwyciężyła także na mistrzostwach świata w Aszchabadzie w 2018 roku, a podczas mistrzostw świata w Pattayi była druga w wadze koguciej, przegrywając tylko z rodaczką - Jiang Huihua.

## Osiągnięcia
| Rok  | Zawody                      | Miasto    | Miejsce | Kategoria | Wynik  |
| ---- | --------------------------- | --------- | ------- | --------- | ------ |
| 2018 | Mistrzostwa świata          | Aszchabad | 1       | 49 kg     | 208 kg |
| 2019 | Mistrzostwa Azji            | Ningbo    | 1       | 49 kg     | 208 kg |
| 2019 | Mistrzostwa świata          | Pattaya   | 2       | 49 kg     | 211 kg |
| 2021 | Mistrzostwa Azji            | Taszkent  | 1       | 49 kg     | 213 kg |
| 2021 | Letnie igrzyska olimpijskie | Tokio     | 1       | 49 kg     | 210 kg |